# Globe (음악 그룹)
globe는 일본의 팝 음악 그룹으로, 프로듀서이자 작곡가인 코무로 테츠야가 1995년에 결성하였다. 원래 코무로, 야마다 케이코(KEIKO), MARC PANTHER로 구성되어 있었다. 코무로와 함께한 그들의 싱글은 심지어 현재까지도 차트에 남아있을만큼 지속적인 성공을 거두었다. 2002년 엑스 재팬의 드러머이자 피아니스트인 요시키가 합류했다가 1년 뒤에 떠났다.
1996년에 발매된 그들의 데뷔 음반 《globe》는 4백만 장 이상 팔렸으며, 1998년 싱글 〈Wanna Be a Dreammaker〉는 일본 음반 산업의 최고 영예인 '제40회 일본 레코드 대상'에서 대상을 받았다. 코무로는 다른 아티스트와 협력 작업을 할 것이라고 했는데 YOSHIKI와의 작업이 <globe featuring>이란 이름으로 나왔다.

## 구성원

### 현재 구성원
- 코무로 테츠야(小室哲哉) - 리더,키보드,코러스 등
- 마크 팬더(MARC PANTHER,マーク・パンサー) - 랩
- 케이코(KEIKO,본명：山田桂子(야마다 케이코) /현재：小室桂子(코무로 케이코)) - 가수,보컬

### 이전 구성원
- 요시키 (globe 익스트림 멤버) - 2002년~2003년